# الهوا
ال-هوا یک منطقهٔ مسکونی در یمن است که در استان حضرموت واقع شده‌است.